# Філіпув (Підляське воєводство)
Філіпув (пол. Filipów) — село в Польщі, у гміні Філіпув Сувальського повіту Підляського воєводства.
Населення — 2243 особи (2011).
У 1975-1998 роках село належало до Сувальського воєводства.

## Демографія
Демографічна структура станом на 31 березня 2011 року:
|          | Загалом | Допрацездатний вік | Працездатний вік | Постпрацездатний вік |
| -------- | ------- | ------------------ | ---------------- | -------------------- |
| Чоловіки | 1136    | 257                | 767              | 112                  |
| Жінки    | 1107    | 248                | 613              | 246                  |
| Разом    | 2243    | 505                | 1380             | 358                  |